# Lijst van gemeentelijke monumenten in Ooststellingwerf
De gemeente Ooststellingwerf kent 96 gemeentelijke monumenten. Hieronder een (incompleet) overzicht. 

## Appelscha
De plaats Appelscha kent 10 gemeentelijke monumenten:
| Object                                              | Bouwjaar               | Architect   | Locatie              | Coördinaten                   | Nr.     | Afbeelding                                          |
| --------------------------------------------------- | ---------------------- | ----------- | -------------------- | ----------------------------- | ------- | --------------------------------------------------- |
| Arbeiderswoningen                                   |                        |             | Drentseweg 23 t/m 39 | 52° 56' 35" NB, 6° 22' 22" OL | 0085/1  | Upload foto                                         |
| Opslag                                              |                        |             | Oude Willem 1a       | 52° 55' 22" NB, 6° 20' 34" OL | 0085/2  | Upload foto                                         |
| Boerderij                                           | 1930                   |             | Oude Willem 9        | 52° 55' 31" NB, 6° 21' 41" OL | 0085/3  | Upload foto                                         |
| Pakhuis                                             |                        |             | Vaart Nz 13          | 52° 57' 40" NB, 6° 20' 39" OL | 0085/4  | Pakhuis                                             |
| Woonhuis Tjoemboeloeit                              | 1857                   |             | Vaart Nz 18          | 52° 57' 37" NB, 6° 20' 45" OL | 0085/5  | Woonhuis Tjoemboeloeit                              |
| Boerderij Hoeve Damsluis                            |                        |             | Vaart Zz 151         | 52° 56' 42" NB, 6° 24' 13" OL | 0085/9  | Boerderij Hoeve Damsluis                            |
| Woonhuis                                            |                        |             | Vaart Zz 37          | 52° 57' 22" NB, 6° 21' 4" OL  | 0085/6  | Woonhuis                                            |
| Woonhuis Augustinus-state, voormalig compagnonshuis | 1848, verbouwd in 1878 |             | Vaart Zz 80          | 52° 57' 9" NB, 6° 21' 37" OL  | 0085/7  | Woonhuis Augustinus-state, voormalig compagnonshuis |
| Woonhuis                                            |                        |             | Vaart Zz 90          | 52° 57' 7" NB, 6° 21' 44" OL  | 0085/8  | Woonhuis                                            |
| Trefkerk                                            | 1903                   | P.J. Kramer | Wester Es 50         | 52° 57' 21" NB, 6° 19' 2" OL  | 0085/10 | Meer afbeeldingen                                   |

## Donkerbroek
De plaats Donkerbroek kent 7 gemeentelijke monumenten:
| Object             | Bouwjaar | Architect             | Locatie                 | Coördinaten                  | Nr.     | Afbeelding        |
| ------------------ | -------- | --------------------- | ----------------------- | ---------------------------- | ------- | ----------------- |
| Directeurswoning   | 1935     |                       | Fruitier de Talmaweg 16 | 53° 0' 49" NB, 6° 14' 14" OL | 0085/15 | Directeurswoning  |
| Arbeiderswoningen  |          |                       | Herenwal 10-9-11-12     | 53° 1' 8" NB, 6° 13' 57" OL  | 0085/11 | Arbeiderswoningen |
| Woonhuis           | 1930     |                       | Herenweg 4              | 53° 1' 3" NB, 6° 14' 7" OL   | 0085/12 | Upload foto       |
| Gereformeerde kerk | 1912     | O.M. Donkerbroek Meek | Herenweg 72             | 53° 1' 6" NB, 6° 14' 38" OL  | 0085/13 | Meer afbeeldingen |
| Woningen           |          |                       | Schapendrift 18 t/m 28  | 53° 1' 10" NB, 6° 14' 5" OL  | 0085/14 | Woningen          |
| Arbeiderswoning    | 1865     |                       | Vaart Wz 6              | 53° 0' 38" NB, 6° 14' 23" OL | 0085/16 | Upload foto       |
| Directeurswoning   | 1918     |                       | Vosseheer 7             | 53° 1' 7" NB, 6° 14' 1" OL   | 0085/17 | Directeurswoning  |

## Haule
De plaats Haule kent 2 gemeentelijke monumenten:
| Object         | Bouwjaar | Architect    | Locatie        | Coördinaten                  | Nr.     | Afbeelding        |
| -------------- | -------- | ------------ | -------------- | ---------------------------- | ------- | ----------------- |
| Hervormde Kerk | 1854     | H.J. Noorman | Dorpsstraat 76 | 53° 2' 16" NB, 6° 18' 52" OL | 0085/18 | Meer afbeeldingen |
| Boerderij      |          |              | Dorpsstraat 97 | 53° 2' 22" NB, 6° 19' 9" OL  | 0085/19 | Boerderij         |

## Haulerwijk
De plaats Haulerwijk kent 6 gemeentelijke monumenten:
| Object             | Bouwjaar | Architect   | Locatie                  | Coördinaten                  | Nr.     | Afbeelding         |
| ------------------ | -------- | ----------- | ------------------------ | ---------------------------- | ------- | ------------------ |
| Gereformeerde Kerk | 1929-'30 | F. Offringa | Hoofdweg Boven 77        | 53° 3' 54" NB, 6° 18' 49" OL | 0085/20 | Gereformeerde Kerk |
| Pastorie           |          |             | Hoofdweg Boven 78        | 53° 3' 49" NB, 6° 18' 36" OL | 0085/21 | Upload foto        |
| Hervormde Kerk     | 1952     |             | Kerkstraat 13            | 53° 3' 55" NB, 6° 19' 42" OL | 0085/22 | Hervormde Kerk     |
| Woonhuis           | 1932     |             | Leeksterweg 13           | 53° 3' 59" NB, 6° 19' 53" OL | 0085/23 | Upload foto        |
| Woonhuis           | 1923     |             | Leeksterweg 14-16        | 53° 4' 0" NB, 6° 19' 55" OL  | 0085/24 | Upload foto        |
| Arbeiderswoningen  |          |             | Smidslaan 12-13-14-15-16 |                              | 0085/25 | Upload foto        |

## Makkinga
De plaats Makkinga kent 3 gemeentelijke monumenten:
| Object | Bouwjaar | Architect | Locatie       | Coördinaten                  | Nr.     | Afbeelding  |
| ------ | -------- | --------- | ------------- | ---------------------------- | ------- | ----------- |
| Villa  |          |           | Lyclamaweg 24 | 52° 58' 56" NB, 6° 13' 6" OL | 0085/26 | Upload foto |
| Villa  | 1915     |           | Wemeweg 17    | 52° 58' 46" NB, 6° 13' 5" OL | 0085/27 | Upload foto |

## Nijeberkoop
De plaats Nijeberkoop kent 1 gemeentelijke monumenten:
| Object            | Bouwjaar | Architect | Locatie              | Coördinaten                  | Nr.     | Afbeelding        |
| ----------------- | -------- | --------- | -------------------- | ---------------------------- | ------- | ----------------- |
| Arbeiderswoningen |          |           | Bovenweg 50-52-54-56 | 52° 57' 21" NB, 6° 11' 1" OL | 0085/29 | Arbeiderswoningen |

## Oldeberkoop
De plaats Oldeberkoop kent 11 gemeentelijke monumenten:
| Object                                                             | Bouwjaar               | Architect        | Locatie                 | Coördinaten                  | Nr.     | Afbeelding                                                         |
| ------------------------------------------------------------------ | ---------------------- | ---------------- | ----------------------- | ---------------------------- | ------- | ------------------------------------------------------------------ |
|                                                                    |                        |                  | Heerenveenseweg 5       | 52° 56' 41" NB, 6° 6' 58" OL | 0085/30 | Upload foto                                                        |
| Boerderij                                                          | 1910                   |                  | Heerenveenseweg 12      | 52° 56' 31" NB, 6° 7' 18" OL | 0085/31 | Upload foto                                                        |
| Herenhuis Lunia                                                    | 1895                   | H.H. Kramer      | Molenhoek 2             | 52° 56' 20" NB, 6° 7' 33" OL | 0085/32 | Upload foto                                                        |
| Woning                                                             |                        |                  | Molenhoek 31            | 52° 56' 24" NB, 6° 7' 24" OL | 0085/33 | Upload foto                                                        |
| Hotel-restaurant Het Wapen van Ooststellingwerf                    | 1867                   |                  | Oosterwoldseweg 5       | 52° 56' 20" NB, 6° 7' 52" OL | 0085/34 | Upload foto                                                        |
| Woning                                                             |                        |                  | Oosterwoldseweg 13      | 52° 56' 22" NB, 6° 7' 54" OL | 0085/35 | Upload foto                                                        |
| Boerderij                                                          |                        |                  | Oosterwoldseweg 35      | 52° 56' 28" NB, 6° 8' 2" OL  | 0085/36 | Upload foto                                                        |
| Boerderij                                                          |                        |                  | Oosterwoldseweg 76      | 52° 56' 52" NB, 6° 8' 59" OL | 0085/37 | Upload foto                                                        |
| Bank/directeurswoning voor de Coöperatieve Voorschot- en Spaarbank | 1928, verbouwd in 1938 |                  | Willinge Prinsstraat 10 | 52° 56' 22" NB, 6° 7' 44" OL | 0085/38 | Bank/directeurswoning voor de Coöperatieve Voorschot- en Spaarbank |
| Woning, voormalige lagere landbouwschool                           | 1922                   | G. van der Broek | Wolvegasterweg 16       | 52° 56' 14" NB, 6° 7' 32" OL | 0085/39 | Upload foto                                                        |
| Boerderij                                                          | ca. 1930               |                  | Wolvegasterweg 64       | 52° 55' 41" NB, 6° 5' 58" OL | 0085/40 | Upload foto                                                        |

## Oosterwolde
De plaats Oosterwolde kent 17 gemeentelijke monumenten:
| Object                                              | Bouwjaar | Architect  | Locatie               | Coördinaten                   | Nr.     | Afbeelding               |
| --------------------------------------------------- | -------- | ---------- | --------------------- | ----------------------------- | ------- | ------------------------ |
| Gemeentehuis                                        | 1929     |            | Brink 1               | 52° 59' 35" NB, 6° 17' 41" OL | 0085/41 | Gemeentehuis             |
| Woning                                              |          |            | Brinkstraat 8         | 52° 59' 33" NB, 6° 17' 35" OL | 0085/42 | Upload foto              |
| Woning                                              |          |            | Brinkstraat 17        | 52° 59' 29" NB, 6° 17' 31" OL | 0085/43 | Upload foto              |
| Woning                                              |          |            | Hoogengaardelaan 15   | 52° 59' 24" NB, 6° 17' 21" OL | 0085/44 | Upload foto              |
| Brugwachterswoning                                  |          |            | Houtwal 7             | 52° 59' 27" NB, 6° 17' 34" OL | 0085/45 | Brugwachterswoning       |
| Schoolmeesterwoning                                 | 1914     |            | Molenweg 20           | 52° 59' 27" NB, 6° 17' 48" OL | 0085/46 | Schoolmeesterwoning      |
| Herenhuis Hoogengaarde                              | ca. 1860 |            | Nanningaweg 16        | 52° 59' 29" NB, 6° 17' 18" OL | 0085/48 | Upload foto              |
| CAV (coöperatieve aankoopvereniging ‘Oosterwolde’ ) | 1915     | M.O. Meek  | Nanningaweg 33        | 52° 59' 31" NB, 6° 17' 2" OL  | 0085/47 | Upload foto              |
| Woning                                              | 1909     |            | Quadoelenweg 8 en 9   | 52° 59' 34" NB, 6° 17' 33" OL | 0085/51 | Upload foto              |
| Woning                                              |          |            | Quadoelenweg 12 en 13 | 52° 59' 32" NB, 6° 17' 32" OL | 0085/52 | Upload foto              |
| Woning                                              |          |            | Quadoelenweg 21       | 52° 59' 29" NB, 6° 17' 28" OL | 0085/53 | Upload foto              |
| Woning                                              |          |            | Quadoelenweg 24       | 52° 59' 30" NB, 6° 17' 26" OL | 0085/54 | Upload foto              |
| Boerderij                                           |          |            | Schrappinga 2         | 53° 0' 29" NB, 6° 18' 5" OL   | 0085/55 | Upload foto              |
| Restaurant/woning                                   |          |            | Stationsplein         | 52° 59' 20" NB, 6° 17' 39" OL | 0085/56 | Upload foto              |
| Winkel                                              |          |            | Stationsstraat 10     | 52° 59' 26" NB, 6° 17' 29" OL | 0085/57 | Upload foto              |
| Dokterswoning Oostenburg                            | 1905     | P. Buwalda | t Oost 1              | 52° 59' 38" NB, 6° 17' 40" OL | 0085/49 | Dokterswoning Oostenburg |
| Woning                                              | 1911     |            | t Oost 52             | 52° 59' 44" NB, 6° 17' 56" OL | 0085/50 | Upload foto              |

## Ravenswoud
De plaats Ravenswoud kent 3 gemeentelijke monumenten:
| Object              | Bouwjaar | Architect | Locatie         | Coördinaten                   | Nr.     | Afbeelding  |
| ------------------- | -------- | --------- | --------------- | ----------------------------- | ------- | ----------- |
| Boerderij           |          |           | Lycklamavaart 2 | 52° 58' 47" NB, 6° 24' 10" OL | 0085/58 | Upload foto |
| Schoolmeesterwoning | 1930     |           | Veenwijksweg 1  | 52° 57' 60" NB, 6° 22' 56" OL | 0085/59 | Upload foto |
| Meester Lokschool   | 1930     |           | Veenwijksweg 3  | 52° 57' 54" NB, 6° 22' 50" OL | 0085/60 | Upload foto |

De Friese Meren  ·
Harlingen  ·
Heerenveen  ·
Leeuwarden  · Leeuwarderadeel  ·
Ooststellingwerf  ·
Súdwest‑Fryslân  ·
Smallingerland  ·
Weststellingwerf